# Brutalismus 3000
Brutalismus 3000 (B3000 o B3K) és un duo de música electrònica de Berlín format per Victoria Vassiliki Daldas i Theo Zeitner. El grup ha utilitzat els beneficis de la seva música per a fer donacions a causes benèfiques, com ara entitats que ajuden a persones transgènere.
Bona part de la música de Brutalismus 3000 incorpora temes polítics, com a «No Sex With Cops» i «Satan Was a Babyboomer». Daldas ha descrit la lletra de la cançó «Good Girl» com a feminista. Les seves influències estilístiques provenen de gèneres com el gabber, techno hardcore, hardstyle i punk rock. Alguns crítics han considerat que la seva música també incorpora influències de l'electroclash i l'hyperpop. El duet ha citat com a influències grups com Deutsch Amerikanische Freundschaft i Blümchen. Brutalismus 3000 canta en anglès, alemany i eslovac.

## Història
Theo Zeitner va començar a produir música cap al 2012, mentre que Victoria Vassiliki Daldas tocava el piano i cantava al cor de l'escola. Daldas i Zeitner es van conèixer el 2018 a l'aplicació de cites Tinder.
El duet va publicar el seu EP de debut Amore Hardcore el 24 d'abril de 2020 i el seu segon EP, Liebe in Zeiten der Kola el 20 de novembre del mateix any. El 16 d'octubre de 2021 Brutalismus 3000 va actuar al BR Festival London, i el vídeo del concert va acumular de seguida milions de visualitzacions al canal de YouTube de Boiler Room. El tercer EP del grup, Eros Massacre, es va publicar el 29 d'abril de 2022.
A principis d'abril de 2023, Brutalismus 3000 va publicar el seu primer àlbum, Ultrakunst. L'àlbum va arribar al número 11 de les llistes de GfK Entertainment tres setmanes després del seu llançament. El videoclip per al senzill Die Liebe kommt nicht aus Berlin es va estrenar a principis de març. Brutalismus 3000 ha tocat a Berghain i al festival Pohoda d'Eslovàquia.

## Discografia

### Àlbums
- 2023: Ultrakunst (With und Live from Earth)

### EP
- 2020: Amore Hardcore
- 2020: Liebe in Zeiten der Kola
- 2022: Eros Massacre
- 2024: Goodbye Salò